# Бику-ду-Папагаю (микрорегион)

Бику-ду-Папагаю на карте.

Бику-ду-Папагаю (порт. Microrregião do Bico do Papagaio) — микрорегион в Бразилии, входит в штат Токантинс. Составная часть мезорегиона Западный Токантинс. Население составляет 196 367 человек (на 2010 год). Площадь — 15 767,957 км². Плотность населения — 12,45 чел./км².

## Демография
Согласно сведениям, собранным в ходе переписи 2010 г. Национальным институтом географии и статистики (IBGE), население микрорегиона составляет:
| Полное население                             | Полное население                             | Полное население                             | Полное население                             | 196 367 |
| -------------------------------------------- | -------------------------------------------- | -------------------------------------------- | -------------------------------------------- | ------- |
| в том числе:                                 | Городское население                          | 129 851                                      | Процент городского населения, %              | 66,13   |
|                                              | Сельское население                           | 66 516                                       | Процент сельского населения, %               | 33,87   |
|                                              | Мужское население                            | 99 955                                       | Процент мужского населения, %                | 50,90   |
|                                              | Женское население                            | 96 412                                       | Процент женского населения, %                | 49,10   |
| Плотность населения, чел/км²                 | Плотность населения, чел/км²                 | Плотность населения, чел/км²                 | Плотность населения, чел/км²                 | 12,45   |
| Население микрорегиона в % к населению штата | Население микрорегиона в % к населению штата | Население микрорегиона в % к населению штата | Население микрорегиона в % к населению штата | 14,19   |

## Статистика
- Валовой внутренний продукт на 2003 составляет 311 552 144,00 реалов (данные: Бразильский институт географии и статистики).
- Валовой внутренний продукт на душу населения на 2003 составляет 1663,65 реалов (данные: Бразильский институт географии и статистики).
- Индекс развития человеческого потенциала на 2000 составляет 0,623 (данные: Программа развития ООН).

## Состав микрорегиона
В составе микрорегиона включены следующие муниципалитеты:
1. Агиарнополис
2. Ананас
3. Анжику
4. Арагуатинс
5. Аугустинополис
6. Ашиша-ду-Токантинс
7. Бурити-ду-Токантинс
8. Кашуэйринья
9. Карраску-Бониту
10. Дарсинополис
11. Эсперантина
12. Итагуатинс
13. Лузинополис
14. Мауриландия-ду-Токантинс
15. Назаре
16. Палмейрас-ду-Токантинс
17. Прая-Норти
18. Риашинью
19. Сампаю
20. Санта-Терезинья-ду-Токантинс
21. Сан-Бенту-ду-Токантинс
22. Сан-Мигел-ду-Токантинс
23. Сан-Себастьян-ду-Токантинс
24. Ситиу-Нову-ду-Токантинс
25. Токантинополис